# Рејчел Тејлор
Рејчел Тејлор (енгл. Rachael Taylor) је аустралијска глумица рођена 11. јула 1984. године у Лонсестону.

## Филмографија
| Улоге Рејчел Тејлор |                 |                  |       |          |
| Година              | Српски назив    | Изворни назив    | Улога | Напомена |
| 2007.               | Трансформерси   | Transformers     |       |          |
| 2011.               | Најмрачнији сат | The Darkest Hour |       |          |